# 파리 메트로 4호선
파리 메트로 4호선(Ligne 4 du Métro de Paris)은 파리교통공단(RATP)이 운영하는 파리 메트로의 노선으로, 파리 북부의 포르트 드 클리냥쿠르(Porte de Clignancourt)역에서 남부 교외의 바뇌 - 뤼시 오브락(Bagneux - Lucie Aubrac)역에 이르는 전장 14km의 노선이다. 센 강의 우안과 좌안을 하저터널을 통해 연결한 최초의 노선으로, 2010년을 기준으로 파리 메트로에서 1호선에 이어 두 번째로 이용객 수가 많은 노선이다. 노선색은 자색이다.

## 노선 정보
- 총연장 : 14km
- 궤간 : 1435mm
- 역수 : 29
- 복선 구간 : 전 구간(우측통행)
- 전철 구간 : 전 구간(제3레일 방식, 직류750V)

## 연혁
- 1908년 4월 20일 : 포르트 드 클리냥쿠르(Porte de Clignancourt)∼샤틀레(Châtelet) 구간 개통.
- 1909년 10월 30일 : 라스파이유(Raspail)∼포르트 도를레앙(Porte d'Orléans) 구간 개통.
- 1910년 1월 9일 : 센 강의 하저터널 구간이 포함된 샤틀레(Châtelet)∼라스파이유(Raspail) 구간 개통. 분리되어 있던 두 구간 연결.
- 1966년 10월∼1967년 10월 : 고무타이어 지하철로의 개조 작업.
- 1967년 7월 17일 : MP 59 차량을 도입하여 고무타이어 지하철로 운행 개시.
- 1977년 10월 3일 : 레 알(Les Halles) 역을 수십 미터 가량 동쪽으로 이전, 이설 구간 개통.
- 2013년 3월 23일 : 포르트 도를레앙(Porte d'Orléans)∼메리 드 몽루주(Mairie de Montrouge) 연장 개통.
- 2016년 : 무인 운전 시스템 도입 작업이 시작됨.
- 2022년 1월 13일 : 메리 드 몽루주(Mairie de Montrouge)∼바뇌 - 뤼시 오브락(Bagneux - Lucie Aubrac) 연장 개통.
- 2022년 9월 22일 : MP 98과 MP 05 차량을 도입하여 부분적으로 무인 운전 개시.
- 2023년 12월 15일 : 기관사 운전 종료.
- 2024년 1월 19일 : 완전무인운전 개시.[1]

## 노선도 및 정거장

파리 메트로 4호선 노선도

## 같이 보기
- 파리 (프랑스)
- 지하철 목록

1. ↑  “Vers l’automatisation de la ligne 13 du métro parisien, d’ici 2030 ? La RATP veut reproduire celles des lignes 4 et 1” (프랑스어). Le Monde. 2024년 1월 19일.